# Emscherzone

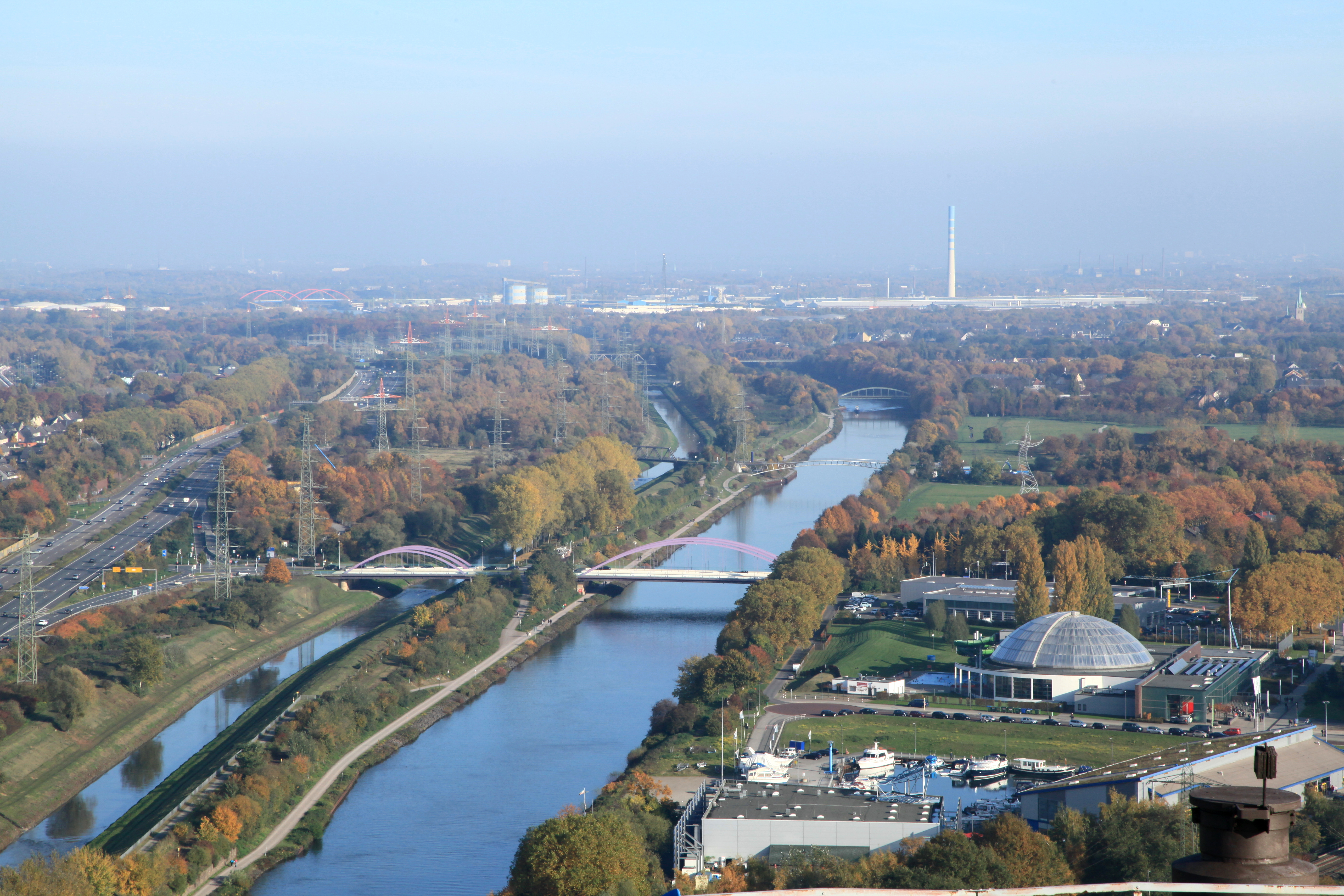
Rhein-Herne-Kanal und Emscher in Oberhausen

Emscherzone

Die Emscherzone ist eine Region  in Nordrhein-Westfalen entlang des Flusses Emscher, im östlichen und nördlichen Ruhrgebiet. Der überwiegende Anteil des Naturraums der Emscherzone wird als Emscherland bezeichnet. Im Westen, ab Oberhausen, reicht die Emscherzone bis in das Niederrheinische Tiefland hinein.
Die Emscherregion ist eine Industrie-Landschaft im Wandel. Die alten Montanindustrien ziehen sich teils zurück, große Flächen zur künftigen Neu- oder Umnutzung hinterlassend. Der Wirtschaftsraum wird umgewandelt durch Landschaftsausbesserungen, Industriegebäude werden restauriert, Bergmannssiedlungen werden modernisiert und mehr Grünflächen geschaffen. Ein Gesamtkonzept dazu stellt der Emscher Landschaftspark dar.
In vielen Bereichen der Emscherzone wurden bereits erfolgreich Betriebe der Logistik, der Dienstleistung und moderne Produktions- oder Handelsbetriebe neu angesiedelt. Prominentes Beispiel ist die Umnutzung großer Teilflächen der ehemaligen HOAG (Hüttenwerke Oberhausen AG) für das Einkaufszentrum CentrO.
Historisch war die Emscherzone charakterisiert durch ein Einsetzen der Industrialisierung um 1850, unmittelbar nach dem Bau der Köln-Mindener Eisenbahn. Auch war damals die Bergbautechnik so weit fortgeschritten, dass die mächtigen Deckgebirge über den kohleführenden Schichten im nördlichen Ruhrgebiet mittels steiler Schächte durchteuft werden konnten.